# Lawrence Ludlow Cohen
Lawrence Ludlow Cohen (* 15. August 1836 in Charleston, South Carolina; † 20. August 1918 in Kemah, Galveston County, Texas) war ein US-amerikanischer Genre-, Landschafts-, Stillleben- und Porträtmaler der Düsseldorfer Schule.

## Leben
Cohen war ein Sohn des Apothekers Philip Melvin Cohen (1808–1879) und dessen Ehefrau Cordelia Moise. Er trat in seiner Heimatstadt Charleston bereits als 13-jähriger Künstler in Erscheinung. In den Jahren 1853 bis 1855 oder 1856 hielt er sich in Düsseldorf auf, um Malerei zu studieren. Vermutlich wurde er ein Schüler von Emanuel Leutze. In den Jahren 1854 und 1855 war er Mitglied des Düsseldorfer Künstlervereins Malkasten. Aus der Zeit nach seiner Rückkehr in die Vereinigten Staaten sind nur wenige Genrebilder überliefert. Als Soldat nahm er auf der Seite der Konföderierten Staaten von Amerika am Sezessionskrieg teil, 1861 in der nächsten Umgebung des Generals Pierre Gustave Toutant Beauregard.
Am 6. Februar 1868 heiratete er in Houston, Texas, Savannah Georgia Crawford (1854–1945). Das Paar hatte sieben Söhne und vier Töchter. Sie lebten 1870 in Robertson, Texas, und etwa 20 Jahre in Houston, Texas. 
Als er ein in Houston niedergelassener Porträtmaler war, erhielt er 1898 von dem Bankier George W. Littlefield (1842–1920), einem ehemaligen Offizier der Konföderierten, den Auftrag zu Gemälden für dessen Wohnhaus.